# Philipp Wollscheid
Philipp Wollscheid (Wadern, 1989. március 6. –) német labdarúgó, jelenleg a Stoke City hátvédje. A 2016-17-es idényt kölcsönben tölti a VfL Wolfsburg csapatánál.

## Klub karrierje

### Ifjúsági csapatok
Wollscheid a német-francia-luxemburgi határ közelében fekvő Wadernben született és a közeli Morscholz faluban nőtt fel. Gyerekkorában több helyi amatőr-félamatőr csapatban megfordult. 2007-ben a Noswendel-Wadern játékosaként megfordult a német hetedosztályban (akkor még hatodosztály), majd a Rot-Weiß Hasborn-Dautweilerrel az ötödosztályban (akkor még negyedosztály) töltött fél évet, ahol a Német Kupában is bemutatkozhatott egy FC Hansa Rostock elleni 8:0-s vereség során.

### 1. FC Saarbrücken
Az igen gyenge szezont teljesítő Hasborn-Dautweilert a téli átigazolási szezonban Wollscheid otthagyta és leszerződött a szebb napokat is látott Saarbrückenhez, mely szintén az Oberliga Südwestben játszott. Az ötödik helyen végző csapatban Wollscheid gólt is szerzett, méghozzá a volt csapata elleni utolsó fordulós mérkőzés során. Egy évvel később az Oberliga Südwest bajnoka lett a Saarbrückennel és feljutott a Regionalligába (negyedosztály). Azonban a 20 éves Wollscheidnek a szezon során nem sikerült kivívnia a stabil kezdő szerepét, és a klubvezetés csak a második csapatnál talált helyet neki a következő idényre - a hatodosztályban.

### 1. FC Nürnberg
Wollscheidnek karrierje érdekében ismét lépnie kellett. Próbajátékra jelentkezett a Bundesligába frissen feljutó Nürnbergnél, amit sikerrel teljesített. Hároméves szerződést kötött a klubbal, de mivel gyerekkorában nem részesült professzionális futball oktatásban, ezért az idényt a második csapatnál töltötte tanulással. A Nürnberg II alapembereként a Regionalliga Süd ezüstérmese lett, a Hessen Kassel ellen gólt is szerzett. A következő szezont is a második csapatnál kezdte, ám az első csapat kerettagjaként. 2011. november 20-án debütált a Bundesligában egy Kaiserslautern elleni vesztes mérkőzésen. Decembertől már a Nürnberg alapemberének számított, márciusban megszerezte első Bundesliga gólját; a St. Pauli ellen talált be ballal egy szögletet követően. Az év végén az igen előkelő hatodik helyen végeztek, igaz, több mint 10 ponttal lemaradva az európai kupás ötödik helytől. Wollscheid a Kicker osztályzatai alapján a szezon második legjobb középső védője lett Mats Hummels mögött. Wollscheid ezután még egy idényt eltöltött a Nürnbergben, ez alatt két gólt is szerzett.

### Bayer Leverkusen
2012 nyarán a patinás Bayer Leverkusen vásárolta meg a 23 éves tehetséget 7 millió euróért. Első tétmérkőzését új csapatában a Carl Zeiss Jena ellen játszotta, a 2012-13-as Német Kupa első fordulójában.
2012. szeptember 20-án lejátszotta első nemzetközi mérkőzését - az Európa-ligában. Október 25-én megszerezte első nemzetközi gólját egy Rapid Wien elleni csoportmeccsen. 2013 októberében bemutatkozott a Bajnokok Ligájában, a Real Sociedad elleni csoportmérkőzésen végig a pályán volt. Azonban a 2013 nyarán szerződtetett rutinos bosnyák, Emir Spahić kiszorította őt a kezdőcsapatból. Az idény során általában csak csereként számítottak rá.

#### Mainz 05
2014 szeptemberében a létszámon felülivé váló Wollscheidet a Bayer kölcsönadta a szintén első osztályú Mainz együttesének. Azonban nem sokkal érkezése után megsérült és egy hónapot ki kellett hagynia. Mivel a mainzi edző, Thomas Tuchel a felépülése után sem biztosított neki elegendő játéklehetőséget, így télen visszatért a Bayerhez.

### Stoke City
Wollscheid nem sokáig maradt Leverkusenben, mivel 2015 januárjában ismét kölcsönbe került - ezúttal kivásárlási opcióval - az angol első osztályú Stoke City együtteséhez. Új klubjában és a Premier League-ben január 11-én, egy Arsenal elleni vesztes mérkőzésen debütált, majd a hónap végén az FA-kupában is bemutatkozhatott. Eleinte a kezdőcsapatban számoltak vele, a május elején induló hajrában azonban kikerült a kezdő 11-ből. A vezetők azonban elégedettek voltak teljesítményével és opciós jogukat értékesítve végleg leigazolták Wollscheidet. Habár a 2015-16-os szezont is a cserepadon kezdte, ám szeptemberre visszaküzdötte magát a kezdőcsapatba. Az egész szezon során nyújtott meggyőző teljesítményével segített a Stoke-nek elmozdulni a kieső helyekről és végül a top 10-ben zárni.

### VfL Wolfsburg
2016 nyarán Wollscheid visszatért Németországba, egy évre került kölcsönbe a VfL Wolfsburg csapatához.

## Válogatottság
2010 áprilisában lejátszott egy barátságos mérkőzést a német U20-as válogatottban.
2013 májusában meggyőző idénye jóvoltából Joachim Löw behívta az USA-ban két barátságos mérkőzést játszó német keretbe. Az Ecuador elleni 4:2-es győzelem során Lars Bendert váltotta a 90. percben.